# Xã Franklin, Quận Wright, Minnesota
Xã Franklin (tiếng Anh: Franklin Township) là một xã thuộc quận Wright, tiểu bang Minnesota, Hoa Kỳ. Năm 2010, dân số của xã này là 2.760 người.